# Saint-Julien (Jura)
Saint-Julien ist eine Ortschaft und eine Commune déléguée in der französischen Gemeinde Val Suran mit 431 Einwohnern (Stand: 1. Januar 2019) im Süden des Départements Jura in der Region Bourgogne-Franche-Comté. 
Die Gemeinde Saint-Julien wurde am 1. Januar 2017 mit Louvenne, Bourcia und Villechantria zur neuen Gemeinde Val Suran zusammengeschlossen. Sie gehörte zum Arrondissement Lons-le-Saunier und zum Kanton Saint-Amour.

## Geographie
Saint-Julien liegt im Bereich der Petit Montagne, rund 35 Kilometer südlich von Lons-le-Saunier ebenso weit nördlich von Bourg-en-Bresse.
Saint-Julien liegt am linken Ufer des Flusses Suran, in den hier von links der Bach Ponson und etwas weiter flussabwärts von rechts der Toisin einmünden.
Die Nachbargemeinden waren Louvenne im Norden, Montrevel im Nordosten, Lains im Osten, Montagna-le-Templier im Südosten, Villechantria im Süden, Florentia im Westen und Andelot-Morval im Nordosten.

## Bevölkerungsentwicklung
| 1962 | 1968 | 1975 | 1982 | 1990 | 1999 | 2005 | 2006 | 2017 |
| ---- | ---- | ---- | ---- | ---- | ---- | ---- | ---- | ---- |
| 474  | 420  | 415  | 459  | 464  | 409  | 439  | 442  | 432  |

## Sehenswürdigkeiten

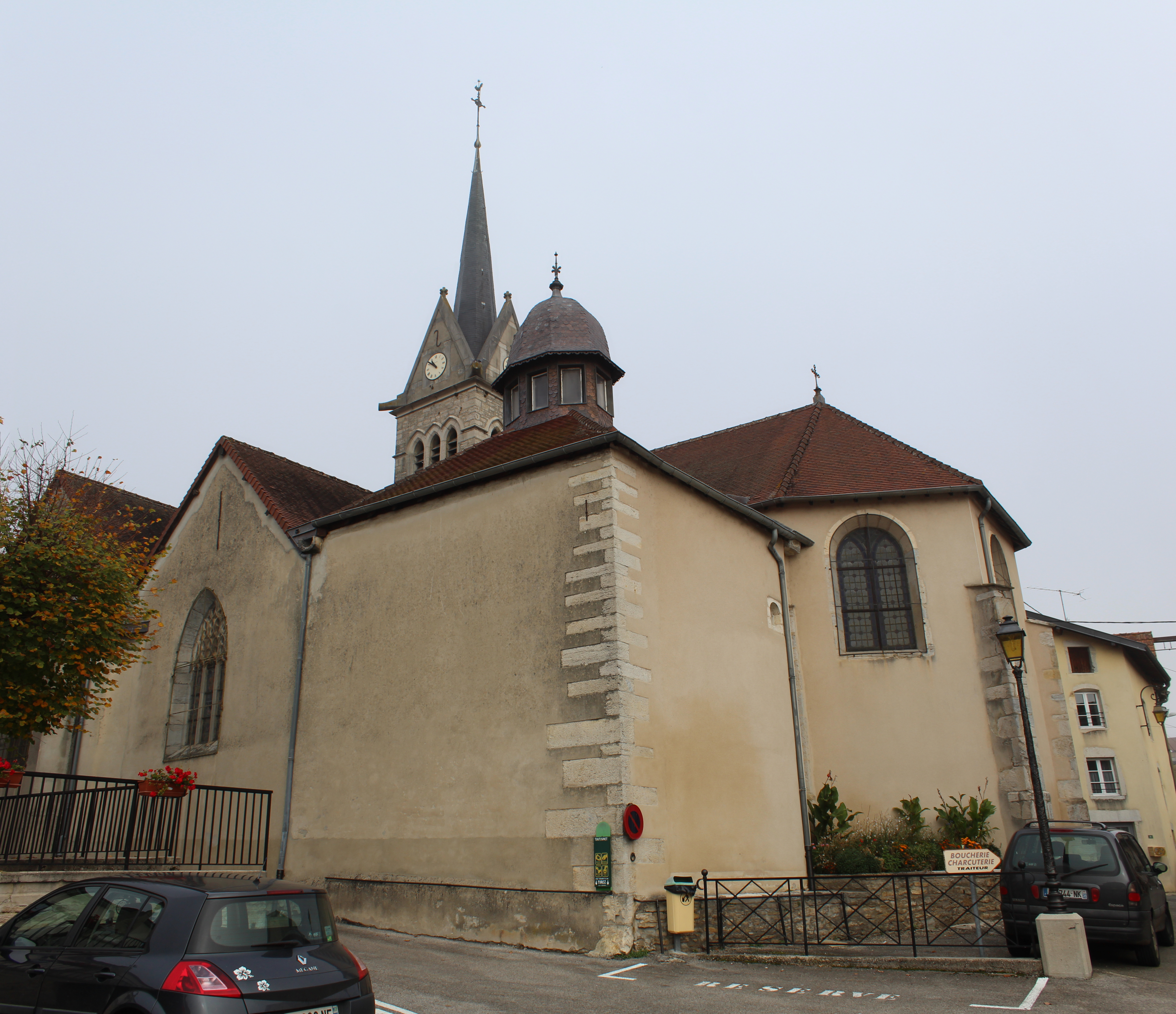
Kirche Saint-Jean-Baptiste

- Kirche aus dem 13. Jahrhundert – Monument historique[1]